# Nana de Iberia
Nana (en georgiano: ნანა) fue una reina consorte del Reino de Iberia como segunda esposa de Mirian III en el siglo IV. Por su papel en la conversión de los georgianos al cristianismo es considerada por la Iglesia ortodoxa georgiana como santa y fue canonizada como Santa isapóstol Reina Nana (en georgiano: წმინდა მოციქულთასწორი დედოფალი ნანა).

## Familia
Según las crónicas georgianas, Nana era "de un territorio griego, del Ponto, hija de Oligotos" con quien Mirian se casó tras la muerte de su primera esposa (en 292 según Cyril Toumanoff). Nana dio a Mirian dos hijos: Rev II, Varaz-Bakur y una hija que se casó con Peroz, la primera dinastía mihranida de Gugark. El Ponto puede referirse aquí al Reino del Bósforo, entonces un estado cliente del Imperio Romano. Toumanoff ha supuesto que el nombre del padre de Nana podría ser una corrupción georgiana de "Olympius" u "Olimpo", una dinastía bósfora cuyo hijo Aurelius Valerius Sogus Olympianus, gobernador romano de Feodosia, es conocido por una inscripción griega del año 306 dedicada al "Dios Altísimo" con motivo de la construcción de la "casa de oración" judía. Alternativamente, Christian Settipani identifica a Nana como una hija menor de Totorses, un rey del Reino del Bósforo.

## Conversión

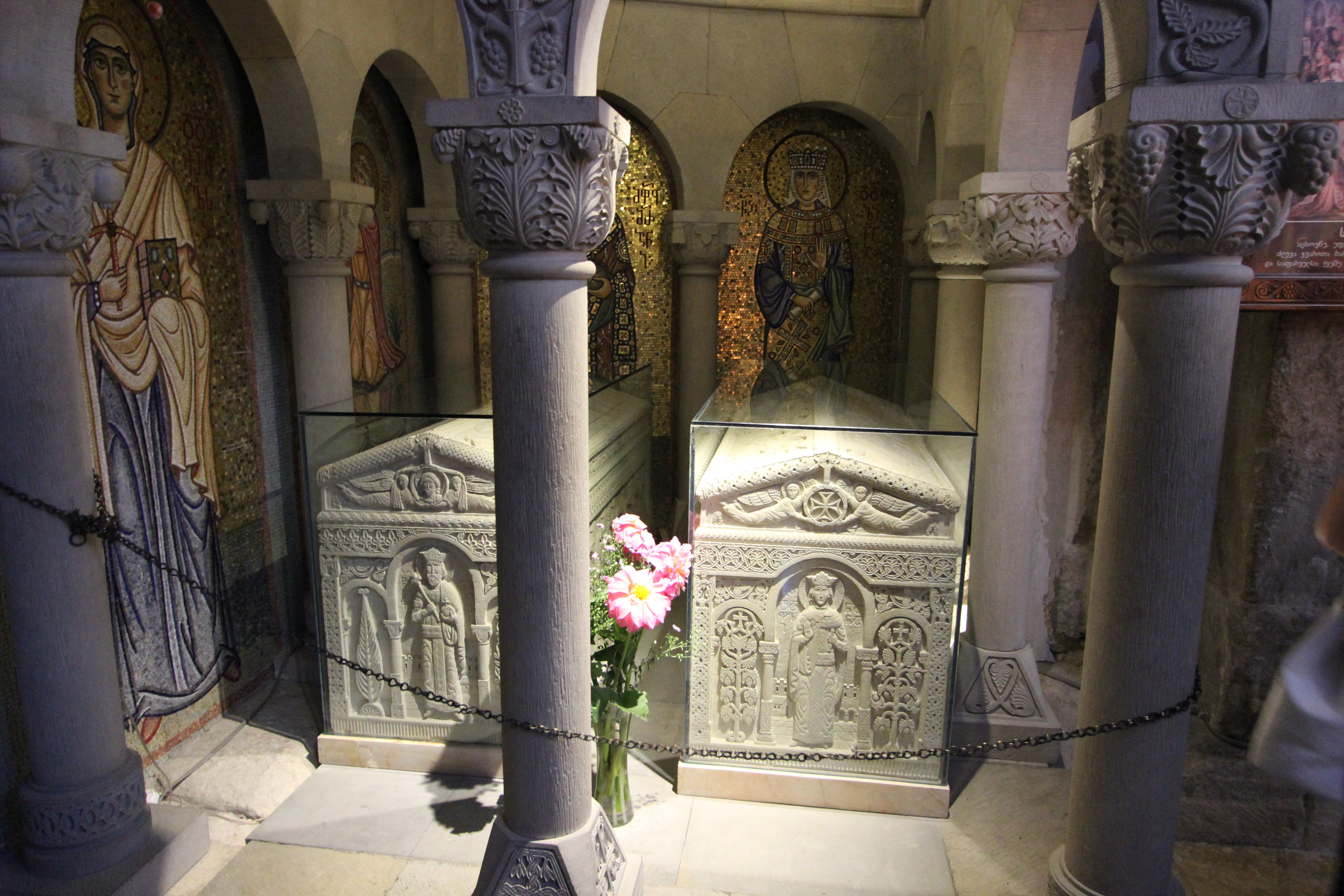
Tumbas del rey Mirian III y la reina Nana, monasterio de Samtavro

Las fuentes georgianas medievales cuentan que Nana había sido una pagana acérrima y despreciaba la predicación cristiana hasta que fue curada milagrosamente de una terrible enfermedad, y posteriormente convertida, por un misionero cristiano de Capadocia,san Nino. El erudito romano Rufino de Aquilea, que escribió su historia medio siglo después de la conversión ibérica basándose en el relato oral de Bacurio el Ibérico, también menciona a una reina de los iberos sin nombre que fue curada por una mujer, una cautiva cristiana. A través del ministerio de Nino, el rey Mirian también se convirtió alrededor del año 337 y el cristianismo se convirtió en una religión oficial en Iberia. Nana sobrevivió dos años a su marido y murió, según la cronología de Toumanoff, en el 363. Fue canonizada por la iglesia georgiana. Tradicionalmente se considera que Nana y Mirian fueron enterradas en el Monasterio de Samtavro en Mtsjeta, donde todavía se muestran sus tumbas.